# Criptografia de disco
A criptografia de disco é uma tecnologia que protege as informações convertendo-as em códigos ilegíveis que não podem ser facilmente decifrados por pessoas não autorizadas. A criptografia de disco usa software ou hardware de criptografia de disco para criptografar todos os bits de dados contidos em um disco ou volume de disco. É utilizada a fim de prevenir o acesso não autorizado ao armazenamento de dados.
A expressão criptografia de disco total (tradução livre para full disk encryption) ou criptografia de disco inteiro, indica que tudo no disco é criptografado, excetuando-se o registro mestre de inicialização (ou MBR, sigla para Master Boot Record), ou área correspondente de um disco inicializável, com código que inicia a sequência de carregamento do sistema operacional. Alguns sistemas de criptografia de disco inteiro baseada em hardware, contudo, podem, de fato, criptografar um disco de armazenamento inteiro, incluindo potenciais setores de inicialização.

## Criptografia transparente
Criptografia transparente, também conhecida como criptografia em tempo real ou criptografia on-the-fly (de sigla em inglês OTFE), é um método utilizado por alguns softwares de criptografia de disco. "Transparente" se refere ao fato de que os dados são automaticamente criptografados ou descriptografados ao passo em que são carregados ou salvos.
Com a criptografia transparente, os arquivos se tornam acessíveis imediatamente após o momento em que a chave é provida; e o volume, integralmente, é tipicamente montado como se fosse um disco físico, fazendo com que os arquivos tornem-se acessíveis tal qual qualquer arquivo não criptografado. Nenhum dado armazenado em um volume criptografado pode ser lido (descriptografado) sem uma correta inserção de senha/arquivo(s)-chave ou chaves de criptografia válidas. Todo o sistema de arquivos contido no volume é criptografado, incluindo nomes de arquivos, conteúdos, e outros metadados.
A fim de ser transparente ao usuário final, a criptografia transparente comumente requer o uso de drivers de dispositivo que habilitem ao processo de encriptação. Embora direitos de acesso a administrador/superusuário sejam normalmente requeridos para a instalação de tais drivers, volumes criptografados podem tipicamente ser acessados por usuários comuns sem tais privilégios.
De maneira geral, todo método no qual dados são perfeitamente criptografados na gravação e descriptografados na leitura, de modo que o usuário ou o aplicativo de software permaneça sem identificar o mecanismo, pode ser chamado de criptografia transparente.

## Criptografia de disco vs. criptografia a nível de sistema de arquivos
A criptografia de disco não substitui a criptografia a nível de arquivo para todas as situações. O processo algumas vezes é utilizado junto da criptografia a nível de sistema de arquivos, com o intuito de constituir uma implementação de maior segurança. Tendo em vista que a criptografia de disco geralmente utiliza uma mesma chave para encriptar todo o disco, todos os dados podem ser descriptografados quando o sistema executa. Contudo, algumas soluções de criptografia de disco utilizam múltiplas chaves para criptografar diferentes volumes. Se um atacante ou invasor obter acesso ao computador em tempo de execução, esse atacante tem acesso a todos os arquivos. A criptografia tradicional de arquivos e pastas, por outro lado, permite que diferentes chaves sejam utilizadas para diferentes setores do disco. Assim sendo, quando utilizadas em conjunto, isso significa que um atacante não poderia extrair informações dos dados duplamente encriptados.
Ao contrário da criptografia a nível de disco, a criptografia a nível de sistema de arquivos tipicamente não encripta os metadados do sistema, como a estrutura de pastas, nomes, marcações de tempo de modificação ou tamanhos dos arquivos.

## Criptografia de disco e o Trusted Platform Module
Um Trusted Platform Module (TPM) é um criptoprocessador de segurança embarcado em uma placa-mãe que pode ser utilizado para autenticar um dispositivo de hardware. Ao passo em que cada chip TPM é único para um dado dispositivo, torna-se capaz de efetuar a autenticação da plataforma. Isso pode ser usado para verificar que um sistema que solicita acesso a outro sistema é um sistema esperado, permitido.
Um número limitado de soluções de criptografia de disco oferece suporte ao TPM. Essas implementações podem encapsular a chave de descriptografia utilizando o TPM, de modo que vinculam o disco de armazenamento a um dispositivo em particular. Se o dispositivo for removido desse dispositivo específico e colocado em outro, o processo de descriptografia irá falhar. Uma recuperação é possível com a chave ou token de descriptografia.
Embora se tenha a vantagem do disco não poder ser removido do dispositivo, há potencial para se criar um ponto único de falha na encriptação. Por exemplo, se algo ocorrer ao TPM ou à placa-mãe, não mais será possível ao usuário acessar os dados por meio da conexão do armazenamento em outro computador, a menos que se tenha uma chave de recuperação separada.

## Implementações
Existem múltiplas ferramentas disponíveis no mercado que permitem a criptografia de disco. No entanto, variam enormemente em recursos e segurança. Podem ser divididas em três categorias: baseadas em software; baseadas em hardware contido no dispositivo de armazenamento; e baseada em hardware em dispositivo outro (seja na CPU ou em um adaptador de host). Criptografia completa de disco baseada em hardware embutida no dispositivo de armazenamento é, por vezes, representada como "dispositivo de armazenamento auto-encriptado" e não apresenta impacto algum na performance. Ademais, a chave-meio de encriptação nunca deixa o dispositivo e, portanto, nunca está acessível a qualquer vírus no sistema operacional.
A Opal Storage Specification, do Trusted Computing Group, provê à indústria padronizações amplamente aceitas a respeito de discos auto-encriptados. O hardware externo é consideravelmente que soluções baseadas em software, em que pese os modelos de CPU potencialmente afetarem a performance.
Todas as soluções para discos de inicialização requerem um componente de autenticação pré-inicialização, que está disponível para todos os tipos de solução, de variadas fabricantes. É importante em todo caso, todavia, que as credenciais de autenticação são um usual ponto mais fraco, ao passo em que a criptografia simética é usualmente mais forte.

## Mecanismos de recuperação de dados ou senhas
Mecanismos de recuperação seguros e garantidos são essenciais para a implementação em larga escala de qualquer solução de criptografia de disco em ambientes corporativos. A solução deve prover um caminho seguro e fácil para a recuperação de senhas (e, mais importante, dos dados) para casos especiais de esquecimento ou alteração acidental da senha.

### Mecanismo de recuperação de senha a partir de desafio-resposta
Esse mecanismo permite que a senha seja recuperada de maneira segura. É oferecido por um número limitado de soluções.
Alguns benefícios da técnica: 
1. Não é necessário que se armazene a chave de criptografia em nenhum meio físico;
2. Nenhum dado sensível é exposto ou transferido durante o processo de recuperação;
3. Nenhuma informação pode ser interceptada;
4. Não requer conexão com a internet, i.e. funciona mesmo em localidades remotas.

### Mecanismo de recuperação de senha por meio de arquivo de Informação de Recuperação Emergencial
Um arquivo de informação de recuperação emergencial (sigla em inglês ERI) provê uma alternativa para recuperação quando o mecanismo de desafio-resposta não é sustentável devido a custos operativos ao helpdesk para companhias menores ou desafios de implementação.
1. Alguns benefícios desse mecanismo:
2. Companhias menores podem utilizar sem dificuldades de implementação;
3. Nenhum dado sensível é exposto ou transferido durante o processo de recuperação;
4. Nenhuma informação pode ser interceptada;
5. Não requer conexão com a internet, i.e. funciona mesmo em localidades remotas.